# Opera comica
Con il termine opera comica si intende un genere operistico in forma di commedia per musica, nato nel XVII secolo. Tale genere vede protagonisti personaggi di medio e basso rango che agiscono in un contesto più o meno contemporaneo a quello del pubblico, diversamente dal dramma per musica che porta in scena storie e personaggi tratti dalla mitologia, dall'epica cavalleresca e dalla storia antica o medievale. Le trame dell'opera comica sono di solito basate su intrighi amorosi, di tono sentimentale, avventuroso o comico ("ridicoloso"). Nell'opera comica la scenografia è ridotta all'essenziale. A differenza del dramma per musica, infatti, non erano previsti complessi macchinari per le mutazioni di scena, né lussuosi costumi, né azioni coreutiche. Nella prima metà del XVIII secolo in Italia l'opera buffa venne a costituire un autonomo genere teatrale alternativo all'opera seria giungendo a sopravanzarla verso la fine del Settecento.

L'opera comica entrò nelle pratiche di teatro musicale di altri paesi europei, ma in forme distinte da quella italiana. In Francia all'inizio del XVIII secolo nacque l'opéra-comique, consistente in dialoghi parlati intercalati da pezzi cantati, che nel secolo successivo divenne l'operetta francese, il cui rappresentante principale fu Jacques Offenbach. Sia la forma italiana che quella francese vennero poi esportate nelle altre parti d'Europa. Molti paesi svilupparono a loro volta degli stili specifici innestando alcuni elementi della tradizione italiana e francese nelle loro consuetudini teatrali: il singspiel tedesco e l'operetta viennese, la zarzuela spagnola, l'opera comica russa, la ballad e la Savoy Opera inglesi, l'operetta e il musical nordamericani.

## Opera buffa italiana
Nella seconda metà del XVII secolo delle commedie per musica di carattere galante o comico, ambientate negli ambienti della borghesia e del popolo del tempo, furono messe in scena in alternativa alla più comune opera seria basata su argomenti mitologici, epico-cavallereschi o storici. Uno dei primi e più importanti esempi di commedia per musica è Il Trespolo tutore, il cui libretto, tratto da una commedia di Giovanni Battista Ricciardi, fu scritto dal toscano Giovanni Cosimo Villifranchi, riscosse un particolare successo, prima nella versione messa in musica da Bernardo Pasquini, rappresentata a Roma nel 1677, e poi in quella di Alessandro Stradella a Genova nel 1679. L'opera aveva un tono decisamente comico e i caratteri ridicoli di Trespolo e Despina e degli altri comprimari incarnano i prototipi di quelli che si incontreranno più tardi nell'opera buffa settecentesca. Negli ultimi due decenni del Seicento, diverse commedie per musica furono rappresentate nei teatri privati della nobiltà di Roma, in quelli accademici della Toscana, e in altri centri italiani. Tra i principali compositori di commedie per musica di quel periodo si ricordano Alessandro Stradella, Bernardo Pasquini, Jacopo e Alessandro Melani.

L'opera comica, rimasta in posizione subalterna rispetto al dramma per musica, conobbe un enorme sviluppo a partire dall'inizio del XVIII secolo. A Napoli si diffuse il genere della "commedeja pe' museca", operina comica o sentimentale, in dialetto napoletano, di cui La Cilia (1706) di Michelangelo Faggioli è il primo esempio, cui seguirono molti altri fino a metà del secolo. Ciononostante Alessandro Scarlatti, compositore attivo a Napoli ma di formazione romana, compose la commedia per musica Il trionfo dell'onore (1718) su libretto in italiano. Esempi di teatro musicale comico si ritrovano nei "divertimenti comici", vale a dire commedie per musica, di Giuseppe Maria Buini, date a Bologna negli anni Venti del XVIII secolo, caratterizzate da una notevole vivacità, alimentata pure dall'uso del dialetto bolognese mescolato.

Poco prima della metà del XVIII secolo, il grande commediografo Carlo Goldoni trasformò la commedia per musica nel dramma giocoso, caratterizzato da trame sentimentali o patetiche, sia pur accompagnate da scene comiche. Il dramma giocoso conquistò un enorme successo nei teatri europei. Ne danno esempio capolavori come Il filosofo di campagna (1754) di Galuppi, La Cecchina (1760) di Piccinni, Nina (1789) di Paisiello, Il matrimonio segreto (1792) di Cimarosa, e la trilogia di Mozart/Da Ponte (Le nozze di Figaro, 1786, Don Giovanni, 1787 e Così fan tutte, 1790) e, nella prima metà del XIX secolo, le grandi opere buffe di Rossini (Il barbiere di Siviglia, 1816 e La Cenerentola, 1817) e Donizetti (L'elisir d'amore, 1832 e Don Pasquale, 1843). Con questi grandi compositori il genere dell'opera buffa raggiungerà l'apice del successo per poi declinare dopo la metà del XIX secolo, nonostante il Falstaff di Giuseppe Verdi sia andato in scena nel 1893.
Nel filone del teatro comico rientrano anche generi minori come l'intermezzo (La serva padrona, 1733, di Pergolesi), e la farsa.

## Opéra-comiquee operetta francesi
L'opéra-comique a differenza di quella italiana è formata da dialoghi recitati intercalati da brani cantati. I primi a cimentarsi furono l'italiano Egidio Romualdo Duni, François-André Danican Philidor, Pierre-Alexandre Monsigny e André Grétry, e successivamente il genere fu sviluppato, tra gli altri, da François-Adrien Boieldieu, Daniel Auber e Adolphe-Charles Adam. Nonostante agli inizi si riferisse a lavori di argomento comico, il termine opéra-comique fu poi riferito a opere che includevano dei dialoghi non cantati e comprendettero opere come la Médée di Luigi Cherubini o la Carmen di Georges Bizet che avevano carattere tragico e drammatico.
Florimond Hervé viene accreditato dell'invenzione dell'opera buffa francese o operetta. Sull'esempio del suo modello, Jacques Offenbach ottenne maggiori successi del precedente, componendo circa novanta operette. Mentre le prime opere comiche erano un misto di comicità e sentimento, i lavori di Offenbach erano scritti semplicemente per il divertimento. Essi erano ben congegnati e la trama ed i personaggi erano spesso intercambiabili. Vista la mole di opere da lui scritte e per la frenesia di terminarle, spesso veniva usato lo stesso materiale musicale per la loro composizione. Un altro francese che si è occupato di questo genere è stato Charles Lecocq.

## Singspieltedesco e operetta viennese
Il singspiel si sviluppò nel XVIII secolo a Vienna e si diffuse in tutta la Germania e l'Austria. Come l'opéra-comique, il singspiel era un'opera con parti recitate e normalmente un soggetto comico come Il ratto dal serraglio (1782) e Il flauto magico (1791) di Wolfgang Amadeus Mozart. Più tardi singspiels come Fidelio (1805) di Ludwig van Beethoven e Il franco cacciatore (1821) di Carl Maria von Weber mantennero la forma, ma usarono un soggetto non comico.
L'operetta viennese del XIX secolo fu realizzata unendo il modello francese e quello tedesco. Franz von Suppé è ricordato per le ouverture, Johann Strauß II, il "re del valzer", contribuì con Il pipistrello e Lo zingaro barone; Karl Millöcker realizzò Der Bettelstudent, Gasparone e Der arme Jonathan; Franz Lehár scrisse La vedova allegra; Oscar Straus creò Ein Walzertraum e Der tapfere Soldat; Emmerich Kálmán compose La principessa della ciarda.

## Zarzuelaspagnola
La zarzuela, introdotta in Spagna nel XVII secolo, trae le sue radici dal teatro tradizionale musicale spagnolo. Erano costituite con scene cantate e recitate che si alternavano e inframmezzate con danze, numeri corali e duetti molto comici. Questi lavori erano molto brevi ed il prezzo per assistervi era molto basso per poter essere accessibile a tutte le fasce della popolazione. Vi sono due forme principali di zarzuela: la zarzuela barocca (1630 - 1750), il primo stile, e la zarzuela romantica (1850 - 1950), che può essere ancora suddivisa in due subgeneri: género grande e género chico.
Pedro Calderón de la Barca fu il primo librettista ad adottare il termine zarzuela per il suo lavoro intitolato El golfo de las sirenas (Il golfo delle sirene) del 1657. Lope de Vega subito dopo scrisse La selva sin amor, drama con orquesta (La selva senza amore, dramma con orchestra). L'orchestra era nascosta alla vista del pubblico, gli attori cantavano in armonia e la composizione musicale era realizzata per evocare una risposta emozionale. Alcuni di questi pezzi iniziali sono andati smarriti ma Los celos hacen estrellas (La gelosia sta nelle stelle) di Juan Hidalgo e Juan Vélez che venne realizzata nel 1672, è giunta ai nostri giorni e ci dà un esempio di come il genere fosse nel XVII secolo.
Nel XVIII secolo lo stile dell'opera comica italiana influenzò la zarzuela.  Ma all'inizio del regno di Carlo III di Borbone, i sentimenti anti italiani crebbero e la zarzuela ritornò alle sue radici popolari spagnole e relegata fra gli intervalli di due atti dell'opera seria. Il più eminente librettista di questo genere fu Don Ramón de la Cruz il cui primo lavoro di questo genere fu Las segadoras de Vallecas (Le mietitrici di Vallecas), nel 1768, su musiche di Rodríguez de Hita.
Le zarzuelas di un atto erano dette género chico (genere piccolo) e le zarzuelas di tre e più atti género grande (genere grande). La zarzuela grande veniva rappresentata al Teatro della Zarzuela di Madrid ma con scarso successo e bassa affluenza di pubblico. A dispetto di ciò nel 1873, un nuovo teatro, l'Apollo, fu aperto per la zarzuela grande, dividendo così il fallimento con il Teatro della Zarzuela, finché questo non fu costretto a cambiare la sua programmazione al género chico.

## Opera comica russa
La prima opera comica rappresentata in Russia nel 1731, fu Calandro del compositore italiano Giovanni Alberto Ristori. Fu seguita da opere di altri italiani come Galuppi, Paisiello e Cimarosa e del belga Grétry.
La prima opera comica russa fu Anjuta del 1772, scritta da Michail Popov, con musiche di un autore sconosciuto. Essa è costituita da un gruppo di canzoni popolari specificate nel libretto. Un'altra opera comica di successo fu Il mugnaio mago, imbroglione e mezzano, attribuita a Michail Sokolovskij con testi di Aleksandr Onisimovič Ablesimov, del 1779, su un soggetto tratto dal Devin di Rousseau. Ivan Kerzelli, Vasilij Paškevič e Evstignej Fomin scrissero una serie di opere comiche nel XVIII secolo.
Nel XIX secolo, l'opera comica russa venne ulteriormente sviluppata da Aleksej Verstovskij, che compose più di trenta opere-vaudevilles e sei grandi opere (molte di queste con dialoghi parlati). Più tardi Modest Musorgsky lavorò a due opere comiche La fiera di Soročincy e Il matrimonio, che lasciò però incompiute. Esse furono poi terminate nel XX secolo. Pëtr Il'ič Čajkovskij scrisse un'opera comica, Gli stivaletti (1885, su un lavoro di Nikolaj Gogol). Nikolaj Rimskij-Korsakov compose Notte di maggio (1878-79) e Il gallo d'oro (1906-07).
Nel XX secolo i migliori esempi di opera comica di compositori russi sono Mavra (1922) e La carriera di un libertino (1951) di Igor' Fëdorovič Stravinskij; L'amore delle tre melarance (1919) e Matrimonio al convento (1940) di Sergej Prokof'ev e Il naso (1928) di Dmitrij Šostakovič. Contemporaneamente i generi di musica leggera, operetta, musical e successivamente opera rock, furono sviluppati da Isaak Dunaevskij, Nikolaj Strelnikov, Jurij Miljutin, Dmitrij Kabalevskij, Dmitrij Šostakovič (Mosca, Čerëmuški, operetta in 3 atti del 1958), Tichon Chrennikov, e successivamente da Gennadij Gladkov, Aleksej Rybnikov e Aleksandr Žurbin.

## BalladeSavoy Operainglesi
L'Inghilterra seguì le tracce della tradizione popolare con la ballad opera, una tipica commedia che incorporava canzoni scritte su temi popolari. John Gay con la sua The Beggar's Opera fu il primo e più popolare scrittore di questo genere. L'opera la Duenna di Richard Brinsley Sheridan del 1775, con musiche di Thomas Linley, fu espressamente descritta come opera comica.
Dal XIX secolo i palcoscenici dei teatri musicali di Londra sono stati dominati da pantomime e burlesque. Nel 1867, The Grand Duchess of Gerolstein di Offenbach, sette mesi dopo la prima parigina, incendiò l'appetito degli inglesi per l'opera leggera con un libretto molto curato.
Nel 1875, Richard D'Oyly Carte commissionò a Gilbert e Sullivan un breve atto unico da rappresentare come pezzo successivo a La Périchole di Offenbach. Il risultato fu Trial by Jury ed il suo successo lanciò la coppia di compositori Gilbert e Sullivan. L'opera venne portata in tournée rappresentandola assieme a lavori di Offenbach e Alexandre Charles Lecocq.
Gilbert e Sullivan ebbero commissionata un'altra opera comica The Sorcerer, che diede inizio ad una serie di opere che fu conosciuta come Savoy Opera (dal nome del Savoy Theatre che venne costruito per la rappresentazione di queste opere). Le opere di Gilbert e Sullivan vennero rappresentate fino alla chiusura del teatro nel 1982.
Lo stile di Gilbert e Sullivan venne ampiamente imitato dai loro contemporanei, e gli stessi creatori scrissero lavori nello stesso stile con altri collaboratori. Questi altri lavori che passarono di moda con la chiusura del teatro Savoy, sono comunque i soli ad essere ancora rappresentati. Soltanto recentemente, alcune di queste opere leggere hanno cominciato ad essere esplorate dai musicologi e ad essere rappresentate e registrate su CD.
Nel 1886 avviene la première di Dorothy di Alfred Cellier al Gaiety Theatre che raggiunge 931 recite.

## Operetta emusicalnordamericani
Negli Stati Uniti, Victor Herbert fu uno dei primi compositori a copiare lo stile che Gilbert & Sullivan avevano reso popolare. I suoi primi lavori, iniziati con Prince Ananias nel 1894, furono in stile "opere comiche".  I lavori successivi furono chiamati  "musical extravaganza", "musical comedy", "musical play", "musical farce", ed anche opera comique". I suoi due lavori più importanti furono Babes in Toyland (1903) e Naughty Marietta (1910).

Altri compositori che scrissero in questo stile furono Reginald de Koven, John Philip Sousa, Sigmund Romberg e Rudolf Friml. Il moderno musical americano incorporava elementi delle opere leggere inglesi e americane, con opere come Show Boat e West Side Story, che esploravano soggetti più seri e presentavano una stretta integrazione fra libro, movimento e testi.
In Canada, Oscar Ferdinand Telgmann e George Frederick Cameron compongono nello stile dell'opera leggera di Gilbert e Sullivan. Leo, il Royal Cadet fu eseguito per la prima volta l'11 luglio 1889 al Martin's Opera House di Kingston, in Ontario.
La differenza fra queste opere ed altre recenti forme musicali è difficile da tracciare. Molti lavori sono chiamati operetta o musical, come  Candide e Sweeney Todd, a seconda del teatro in cui vengono rappresentate; si chiamano operette se rappresentate al teatro dell'opera e musical se in un teatro di Broadway. Inoltre, alcuni lavori recenti, sia americani che inglesi, hanno una struttura tipo opera e sono completamente cantati, ma le musiche sono spesso realizzate con strumenti elettronici e lo stile è quello dell'opera rock.